# Muhammad bin Zayid Al Nahyan

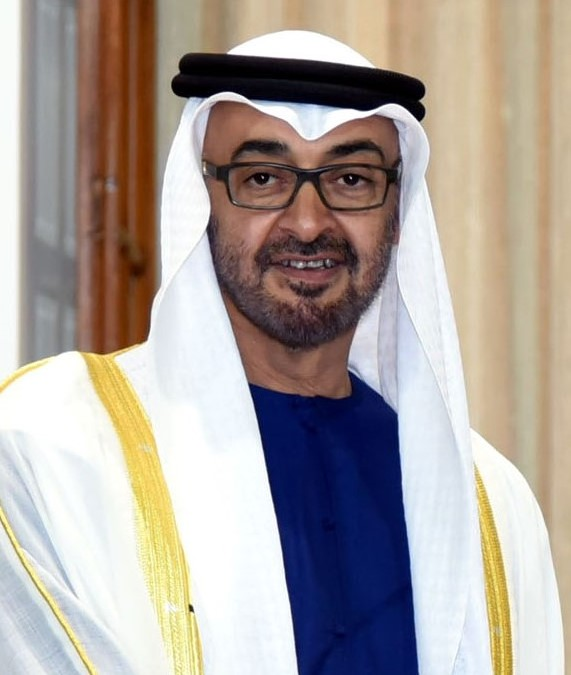
Muhammad bin Zayid Al Nahyan (2016)

Scheich Muhammad bin Zayid bin Sultan Al Nahyan (arabisch محمد بن زايد بن سلطان آل نهيان, DMG Muḥammad b. Zāyid b. Sulṭān Āl Nahyān, vollständiger Name: Muhammad bin Zayid bin Sultan bin Zayid bin Chalifa bin Schachbut bin Dhiyab bin Isa bin Nahyan bin Falah bin Yas; * 11. März 1961) ist Herrscher von Abu Dhabi und seit dem 14. Mai 2022 auch Präsident der Vereinigten Arabischen Emirate (VAE). Er gehört zu den Al Nahyan, der Herrscherfamilie Abu Dhabis.

## Leben und Ausbildung
Er ist der dritte Sohn von Zayid bin Sultan Al Nahyan, dem ersten Präsidenten der Vereinigten Arabischen Emirate, und dessen dritter Frau Fatima bint Mubarak Al Ketbi.
Er durchlief eine Ausbildung an der britischen Royal Military Academy Sandhurst, die er 1979 absolvierte.
Muhammad bin Zayid diente als Offizier der Amiri-Garde, als Pilot der Luftwaffe, als Kommandeur der Luftwaffe und der Luftverteidigung und als stellvertretender Stabschef der Streitkräfte der Vereinigten Arabischen Emirate.
Muhammad bin Zayid ist Vizepräsident des Erdölrates der Abu Dhabi National Oil Company. Diese Firma ist für die Verwaltung der Kohlenwasserstoffressourcen aus Abu Dhabi verantwortlich.
Er wurde Präsident der Mubadala Development Company. Seit 2002 ist diese Firma der global agierende Hauptinvestor der Regierung von Abu Dhabi.
Außerdem ist er Vorsitzender des Abu Dhabi Rates für wirtschaftliche Entwicklung (Abu Dhabi Council for Economic Development, ADCED), eine der wichtigsten Institutionen für wirtschaftliche Planung des Staates. Unter seiner Leitung förderte ADCED verschiedene Initiativen zur Unterstützung von Privatunternehmern aus den Vereinigten Arabischen Emiraten.
Muhammad bin Zayid wurde außerdem stellvertretender Vorsitzender von Abu Dhabi Investment Authority (ADIA), ein Investitionsfonds der Einwohner von Abu Dhabi, dessen Ziel es ist, die Vervielfältigung und Globalisierung der Wirtschaft des Landes voranzutreiben.
Muhammad bin Zayid ist seit 1981 mit Salama bint Hamdan bin Mohammed Al Nahyan verheiratet. Sie haben vier Söhne und fünf Töchter. Sein Sohn Khaled ist Kronprinz von Abu Dhabi.

## Politik
Nach dem Tod seines Vaters wurde Muhammad bin Zayid im November 2004 Kronprinz von Abu Dhabi. Seit Dezember 2004 ist er auch Präsident des Exekutivrates von Abu Dhabi  und verantwortlich für die Entwicklungsplanung und die Entwicklung der Vereinigten Arabischen Emirate. Im Jahr 2005 wurde er zum stellvertretenden Oberbefehlshaber der Streitkräfte der Vereinigten Arabischen Emirate ernannt und zum Generalleutnant befördert.
Im Januar 2014 erlitt sein Halbbruder, der Präsident der VAE Scheich Chalifa bin Zayid Al Nahyan, einen Schlaganfall. Seitdem führte er faktisch alle Amtsgeschäfte.
Nach dem Tod seines Halbbruders wurde Muhammad bin Zayid am 14. Mai 2022 durch die Oberhäupter der sieben Emirate zum Präsidenten der VAE gewählt.

## Bildungs- und Innovationsinitiativen
Muhammad bin Zayid ist Vorsitzender des Abu-Dhabi-Bildungsrates, der 2005 mit dem Ziel der Entwicklung und Implementierung von Strategien zur Verbesserung des öffentlichen und  privaten Bildungssystems gegründet wurde. Außerdem präsidiert er das Emirates Center for Strategic Studies and Research (ECSSR) (Zentrum der Emiraten für Strategische Studien und Forschungen).
Er sponserte Veranstaltungen wie das National Science, Technology and Innovation Festival und gründete den International Robotics Challenge, um in den VAE ein regionales Zentrum für die Forschung in Robotik und autonomen Systemen entstehen zu lassen.
Im Jahr 2008 wurde die erste Gruppe von Studenten des Scheich-Muhammad-bin-Zayid-Bildungsprogramms im Rahmen einer Initiative mit der New York University Abu Dhabi ausgewählt, in der hervorragende Studenten in den Vereinigten Arabischen Emiraten anerkannt und mit besonderen akademischen und Führungsmöglichkeiten ausgestattet werden.

## Gemeinnützige Einrichtungen
Er leitet den Muhammad-bin-Zayid-Artenschutzfonds, eine philanthropische Stiftung mit 25 Millionen Euro, die Zuschüsse für Artenschutzinitiativen weltweit bereitstellt. Die Stachelschwanzleguanart Enyalioides binzayedi wurde nach Muhammad bin Zayid benannt, nachdem der Fonds eine finanzielle Unterstützung für die Expeditionen zur Verfügung gestellt hatte, die zur Entdeckung der Art im Cordillera Azul Nationalpark in Peru führte.
Muhammad bin Zayid und die Gates-Stiftung sagten 2008 jeweils 50 Millionen Dollar zu, um den Kauf und die Lieferung von Impfstoffen für Kinder in Afghanistan und Pakistan zu finanzieren. Eine Spende in Höhe von 30 Millionen Dollar ging an die Roll Back Malaria Partnership zur Bekämpfung der Malaria. Einen Monat nach der Ankündigung der Spende veranstaltete Abu Dhabi ein globales Gesundheitsforum, das sich auf die Bemühungen zur Beseitigung von Krankheiten wie Malaria, Polio und Flussblindheit konzentrierte. Außerdem hat er 55 Millionen AED an die UN Global Initiative zur Bekämpfung des Menschenhandels gespendet.
Der Zayid-Wohltätigkeitsmarathon, der in New York City stattfindet, hat seit seiner Eröffnung im Jahr 2005 Millionen von Dollar gesammelt. Das Rennen sensibilisiert für Nierenerkrankungen, der Erlös geht an die National Kidney Foundation der USA. Muhammad bin Zayid initiierte die Veranstaltung zu Ehren seines Vaters, der im Jahr 2000 eine Nierentransplantation in der Cleveland Clinic erhielt.
2017 rief bin Zayid den Reaching Last Mile Fund ins Leben, zur Bekämpfung vermeidbarer Krankheiten wie Flussblindheit, lymphatische Filariasis, Polio, Malaria und Guinea-Wurm-Krankheit, welche insbesondere ärmere Menschen in der Welt betreffen. Er stellte 20 Millionen Dollar für den Fonds bereit.
2019 wurde der Zayed Global Fund für Koexistenz gegründet.
Muhammad bin Zayid unterstützte den Bau von Kunstmuseen – darunter dem Louvre Abu Dhabi und dem kommenden Guggenheim Abu Dhabi – sowie von Kulturerbestätten wie Qasr Al Hosn.